# Paul Barth (Judoka)
Paul Barth (* 20. September 1945 in München) ist ein ehemaliger deutscher Judoka, der 1972 eine olympische Bronzemedaille gewann. Er trägt den 6. Dan.

## Biografie
Paul Barth erkämpfte bei der Europameisterschaft 1968 in Lausanne seine erste Bronzemedaille bei seinem ersten großen internationalen Auftritt. Zweimal wurde er mit dem TSV München Großhadern deutscher Mannschaftsmeister. 1969 (Mexiko-Stadt)  und 1971 (Ludwigshafen) wurde er für die Weltmeisterschaften nominiert und erreichte jeweils den 5. Platz.  Bei den Olympischen Spielen 1972 waren der in Lindau geborene Gerd Egger und Barth die beiden Großhaderner Vertreter im aus fünf Judokas bestehenden deutschen Aufgebot. Mit vier Siegen erreichte Barth den Kampf um den Finaleinzug im Halbschwergewicht bis 93 Kilogramm, wo er dem späteren Olympiasieger Schota Tschotschischwili aus der Sowjetunion unterlag, der über die Trostrunde ins Halbfinale gekommen war. Nach vier Siegen und einer Niederlage erhielt Paul Barth die Bronzemedaille. 1973 gewann Barth dann seinen einzigen Einzeltitel und wurde mit der Mannschaft Dritter bei der Europameisterschaft in Madrid. Sein Nachfolger beim TSV Großhadern und in der Nationalmannschaft war Günther Neureuther.

## Ehrungen
Am 11. September 1972 wurde er vom Bundespräsidenten mit dem Silbernen Lorbeerblatt ausgezeichnet.
Im Oktober 2021 wurde Paul Barth bei dem 33. ordentlichen Verbandstag zum Ehrenmitglied des Bayerischen Judo-Verbands ernannt. Diese Ehre wurde bis dahin nur Gerd Egger und Günter Neureuther zuteil. Per Akklamation wurde er einstimmig gewählt. In der Laudatio wurde folgendes erwähnt:

„Paul Barth gehört nicht nur zu den erfolgreichsten Persönlichkeiten des bayerischen Judosports, sondern auch zu denen, die wie die Wenigsten den Judosport nach außen leben und für alle Personen, intern wie extern, eine gern gesehene und hoch angesehene Persönlichkeit darstellt.“

Die Gemeinde Gröbenzell ehrte den Sportler 2022 durch die Benennung einer Sporthalle als Paul-Barth-Halle (bisher Wildmooshalle).